# Сигебод (архиепископ Нарбона)
Сигебод (Сигебольд; фр. Sigebode, лат. Sigebodus, Sigeboldus; умер в 885) — архиепископ Нарбона (873—885).

## Биография

### Получение архиепископского сана
О происхождении и ранних годах жизни Сигебода сведений в исторических источниках не сохранилось. В 873 году он был избран главой Нарбонской митрополии, став преемником недавно скончавшегося Фредольда. Первое упоминание о Сигебоде в современных ему документах как о нарбонском епископе относится к сентябрю 873 года.
Вскоре после получения архиепископского сана Сигебод отправился в один из отдалённых районов своей митрополии — область Капси. Здесь 21 сентября 873 года в присутствии местного духовенства и знати (графа Барселоны Вифреда I Волосатого и его брата, графа Конфлана Миро Старого) он освятил церковь в Формигере. Хартия об этом событии — единственный сохранившийся документ о личном окормлении Сигебодом земель, не входивших в Нарбонскую архиепархию.
В 875 году Сигебод Нарбонский вместе со своими суффраганами — Фродоином Барселонским и Теутером Жиронским — участвовал в церковном соборе в Шалон-сюр-Соне. Здесь архиепископ Сигебод в числе нескольких иерархов подписал дарственную хартию правителя Западно-Франкского королевства Карла II Лысого аббатству Святого Филиберта в Турню. В Шалон-сюр-Соне Сигебод также участвовал в церемонии интронизации Адальгария, нового епископа Отёна.

### Война в Септимании и Испанской марке

Каталонские графства в IX—XII веках

В 876 году началась война между маркграфом Готии Бернаром и правителями септиманских графств Вифредом I Барселонским, Миро Конфланским, а также их братом, бежавшим из монастыря священником Сунифредом. Военными действиями была охвачена вся территория Нарбонской митрополии, тем более что нарбонский виконт Линдой был ярым сторонником Вифреда и Миро. Войско во главе с графом Конфлана вторглось в земли графа Бернара и произвело там страшное опустошение. Особенно сильно пострадали находившиеся здесь богатые церкви и монастыри, в том числе, и принадлежавшие Нарбонской архиепархии.
Захватив графство Руссильон, Миро и его союзники изгнали всех сторонников Бернара Готского, не только светских лиц, но и священнослужителей. В других областях Септимании и Испанской марки происходило то же самое: верные Бернару прелаты изгонялись, а вместо них враги маркграфа ставили своих людей. Граф Бернар не смог отвоевать захваченные у него земли, а начатый им в 877 году мятеж против короля Западно-Франкского государства Людовика II Заики привёл его к полному поражению.
В средневековых источниках сохранились упоминания о том, что среди пострадавших от этой войны священнослужителей был и Сигебод. Точно неизвестно, был ли архиепископ среди тех, кто поддерживал Бернара, или нет. В одном из сочинений, написанном вскоре после этих событий, сообщается о том, что Сигебод в 878 году весьма благожелательно принимал у себя в Нарбоне маркграфа Готии. Тот приезжал в город вместе с посланцами одного из монастырей в Осере и ходатайствовал перед архиепископом о передаче бургундским священникам части мощей святых Павла и Бодиля. В источнике упоминается о том, что, несмотря на болезнь, Сигебод с радостью исполнил просьбу Бернара.

### Собор в Труа
Между тем весной 878 года в Прованс прибыл папа римский Иоанн VIII, бежавший из Италии от преследований со стороны герцога Сполето Ламберта II и маркграфа Тосканы Адальберта I. Приехав 11 мая в Арль, Иоанн VIII через несколько дней издал здесь буллу, в которой призывал митрополитов южных областей Западно-Франкского государства — архиепископов Ростана Арльского, Оттрамна Вьенского, Аврелиана Лионского, Роберта I Эксского, Тётрана Тарантезского, Сигебода Нарбонского и Арибера II Амбрёнского — прибыть вместе со своими суффраганами на собираемый папой и королём Людовиком II Заикой церковный собор в Лангре. Впоследствии из-за болезни короля Людовика собор был перенесён в Труа.
Сигебод вместе со своими суффраганами (епископами Гирбертом Нимским, Аббоном Магелонским, Валафридом Юзесским, Аларихом Безьеским, Теутером Жиронским и Фродоином Барселонским) был в Труа уже 21 июля, и ещё до начала собора подписал одну из привилегийных грамот, данных Иоанном VIII. В начале августа 878 года сюда прибыли и почти все митрополиты Западно-Франкского государства — Гинкмар Реймсский, Ансегиз Сансский, Аврелиана Лионский, Ростан Арльский, Теудерик Безансонский, Оттрамн Вьенский, Фротарий Буржский, Адалард Турский и Иоанн Руанский — вместе со многими подчинявшимися им епископами и прелатами. Заседания Труаского собор начались 11 августа 878 года. На нём в присутствии большого числа духовенства и знати был обсуждён широкий круг вопросов как церковного, так и светского характера. В том числе, по просьбе папы собор отлучил от церкви герцога Ламберта II Сполетского.
Не оставил Иоанн VIII без внимания и события в Септимании. По просьбе архиепископа Сигебода папа издал буллу, в которой под страхом отлучения от церкви запрещалось присваивать церковное имущество. Всё же уже отторгнутое от церкви надлежало возвратить, а на лиц, уличённых в этом преступлении, наложить крупный штраф. Этот документ по повелению Иоанна VIII должен был быть внесён в свод местных законов.
В другом документе папа римский строго осуждал нападения южно-франкских графов на церковные владения: Миро Конфланский должен был предстать в Лионе перед церковным собором и принести там публичное покаяние за свои деяния, а его брат Сунифред обязан был возвратиться в свою обитель. Несмотря на эти указания папы, септиманские графы не утратили своих владений. Наоборот, как враги Бернара Готского, осуждённого 11 сентября 878 года за государственную измену, они были обласканы королём Людовиком II Заикой. Вифред Волосатый получил Барселонское и Жиронское графства, Миро сохранил в своей власти графство Руссильон. Монах Сунифред, осуждённый папой римским за бегство из монастыря, был вынужден вернуться в свою обитель, но вскоре (возможно уже в этом году) был поставлен своими братьями аббатом большого монастыря Санта-Мария-де-Арлес в Валеспире.
Кроме защиты церковного имущества, в Труа Иоанн VIII занимался и другими делами Нарбонской митрополии. Сначала папа римский рассмотрел спор о границах между главами Юзесской и Авиньонской епархий. Так как авиньонский епископ не приехал на собор, то этот вопрос Иоанн VIII поручил позднее урегулировать митрополитам этих епархий, Сигебоду Нарбонскому и Ростану Арльскому. Затем папа обсудил жалобу братии аббатства в Сен-Жиле на действия епископа Нима Жильбера, захватившего монастырскую собственность. 18 августа Иоанн VIII издал буллу, обращённую к пятидесяти двум иерархам Западно-Франкского государства, в которой объявлял Сен-Жильское аббатство находящимся под непосредственным покровительством Святого престола и повелевал нимскому епископу возвратить всю собственность обители. Однако Жильбер проигнорировал приказ папы, ссылаясь на то, что монастырская собственность к нему перешла с королевского согласия. Этот отказ вынудил Иоанна VIII 14 июля 879 года снова писать архиепископам Ростану Арльскому, Сигебоду Нарбонскому и Роберту I Эксскому с требованием рассмотреть жалобу сен-жильского аббата Льва на нимского епископа. Хотя в этот раз Жильбер и согласился выполнить волю папы римского и предоставить аббатству иммунитет от епископской власти, он так и не возвратил захваченное им ранее имущество обители. Конфликт между братией Сен-Жильского аббатства и епископом Нима и позднее был поводом для переписки между папами римскими и главами Нарбонской митрополии: преемник Иоанна VIII, папа Адриан III, писал по тому же поводу архиепископу Сигебоду в 884 или 885 году, а папа Стефан V (VI) — преемнику Сигебода архиепископу Теодарду.
Всего же Сигебод за время своего управления Нарбонской архиепархией пять раз был адресатом папских посланий. Бо́льшая часть этой корреспонденции была посвящена укреплению церковной дисциплины.
На Труаском соборе Сигебод не ограничился только общением с папой римским: по его просьбе Иоанн VIII ходатайствовал перед королём Людовиком II Заикой о передаче Нарбонской архиепархии нескольких земельных владений, и правитель Западно-Франкского государства дал на это согласие. Среди этих даров было и аббатство в селении Кюбьер-сюр-Синобль. Кроме того, дарственные хартии от папы Иоанна VIII и короля Людовика II получили и некоторые из суффраганов Сигебода (в том числе, епископы Фродоин и Теутер, а также аббат монастыря в Баньолесе Ансемон).

### Обретение мощей святой Евлалии

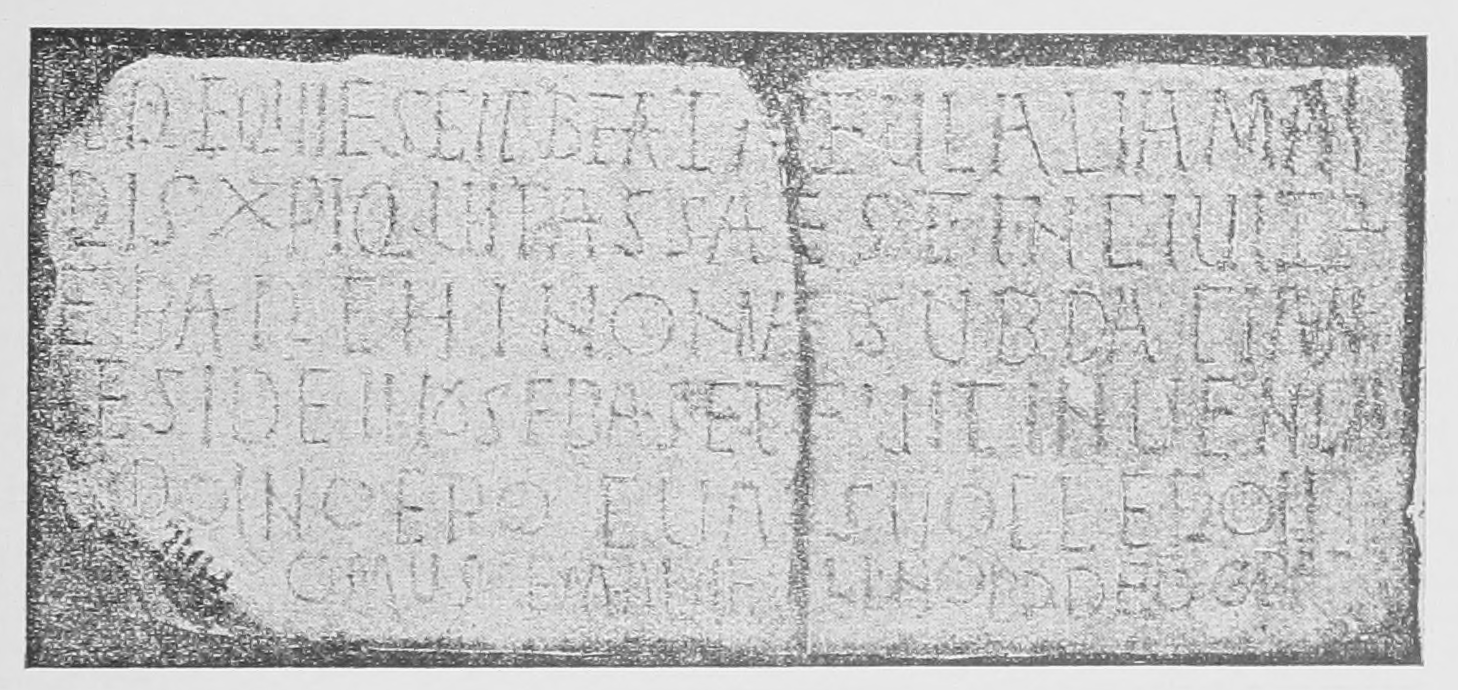
Средневековая надпись об обретении мощей святой Евлалии

К осени 878 года относится обретение мощей святой Евлалии — главной христианской святыни средневековой Барселоны. По легенде, архиепископу Сигебоду Нарбонскому было видение, в котором ему было указано, что в расположенной около Барселоны церкви Санта-Мария-де-лас-Аренас (позднее получившей название Санта-Мария-дель-Мар) находятся мощи святой Евлалии, спрятанные во время арабского завоевания Пиренейского полуострова в начале VIII века. Желая сам получить эту святыню, архиепископ Нарбоны прибыл в Барселону, которая входила в возглавляемую им митрополию. Так как точное местоположение мощей было Сигебоду неизвестно, то вместе с епископом Фродоином он три дня искал их, с помощью прихожан перекопал почти всю церковь, но останков святой Евлалии так и не нашёл. Разочарованный архиепископ Сигебод уехал в Нарбон, а епископ Барселоны продолжил поиски. Он безрезультатно копал ещё три дня, затем ещё восемь дней молился и постился вместе со всеми жителями города, прося Бога даровать им святые мощи, и 23 октября неожиданно обнаружил их в мраморном саркофаге, спрятанном под церковным алтарём. В тот же день состоялось торжественное перенесение мощей Евлалии внутрь города, которое, согласно преданию, сопровождалось многочисленными чудесами. 28 октября было произведено освящение закладного камня нового кафедрального собора Барселоны, куда была помещена новообретённая святыня.

### Последние годы
Начиная с 879 года Сигебод по просьбе графа Барселоны Вифреда I Волосатого содействовал заселению обезлюдевших земель на территории современной Осоны. Первоначально эти земли, включавшие селения Вик, Льюканес, Мойанес и Бажес, в церковно-административном плане были подчинены непосредственно архиепископу Нарбона. Однако уже вскоре часть из них с согласия Сигебода отошла к Уржельской епархии, а часть (уже после смерти архиепископа) составила новую епархию — Викскую, ставшую суффраганом Нарбонской митрополии.
Также как и Людовик II Заика, его преемник на престоле Западно-Франкского государства Карломан II по просьбе Сигебода 4 июня 881 года и 4 февраля 884 год дал Нарбонской архиепархии две дарственные хартии. В обоих случаях в собственность архиепархии переходили не только земли вблизи Нарбона, но и имущество в Разесском графстве, ранее принадлежавшее здешнему правителю Акфреду I. В «Нимской хронике» содержится свидетельство о посещении королём Карломаном Нарбона, но в других средневековых источниках сведения об этой поездке отсутствуют.
Сигебод скончался в 885 году. Его преемником на архиепископском престоле Нарбона был святой Теодард. Новый глава Нарбонской митрополии получил хорошее образование в Тулузе и в сане субдиакона принял участие в судебной тяжбе, которую местные иудеи вели против притеснявшего их права тулузского епископа Бернара. Деятельность Теодарда в качестве адвоката истцов привлекли к нему внимание архиепископа Сигебода, который уговорил будущего святого переехать из Тулузы в Нарбон. Здесь Теодард был назначен архиепископом своим секретарём, а в 878 году возведён в сан архидиакона. В том же году в качестве представителя нарбонского архиепископа он участвовал в торжествах по поводу перенесения части мощей святого Бодиля Нимского. После же смерти Сигебода Теодард, прославившийся своими добродетелями (безупречной нравственностью, скромностью, благочестием и благотворительностью), был избран новым главой Нарбонской митрополии. Его интронизация была проведена 15 августа 885 года суффраганами Нарбонской митрополии Вийераном Каркасонским, Агильбертом Безьеским и Одесиндом Эльнским.